# Diversité et inclusion
 (avril 2022).
L'expression « diversité et inclusion »  (en anglais Diversity & Inclusion,, ou « D&I ») est un couple de concepts notamment mobilisé par certaines grandes entreprises du XXIe siècle, qui cherchent à mettre en avant un attachement affiché à « inclure » des collaborateurs de différents horizons, affirmant soutenir ou mettre en place des politiques progressistes (notamment l'égalité homme-femme, les personnes handicapées, la question des minorités ethniques ou encore les droits des LGBT).
Si, au sein de certaines entreprises, l’engouement dont elles ont bénéficié ont mené à une prolifération de « de certifications, de labels, de chartes », les politiques se prévalant de ces valeurs sont l'objet d'importantes critiques, notamment pour leur caractère hypocrite - jusqu'à être qualifiées d'« arnaque » dans un article de Forbes - leur apparence de déclaration de façade ou encore sur leur inefficacité.  Elles sont cependant à l'origine d'un secteur économique à forte croissance, créateur de nombreux emplois, eux-mêmes parfois qualifiés de bullshit jobs.

## Critiques sur la sincérité et l'absence de résultats

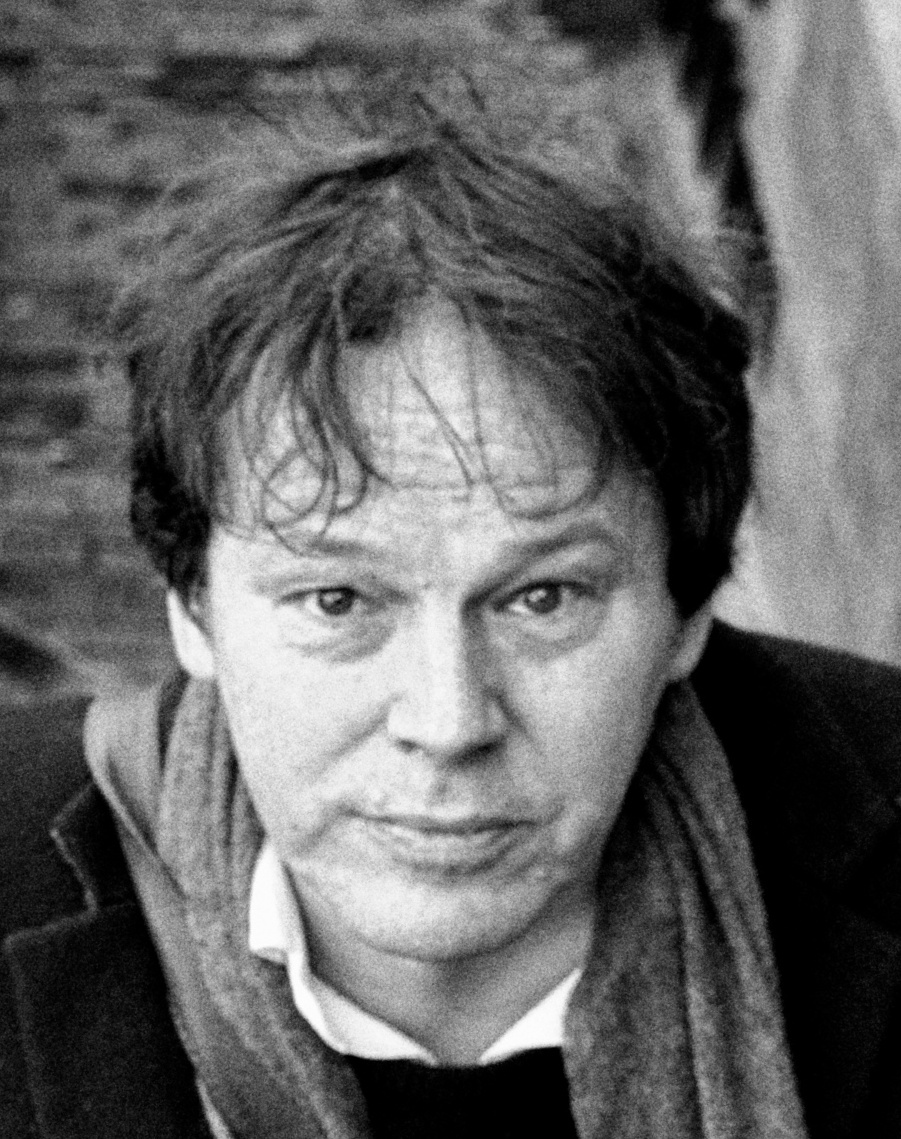
Selon l'anthropologue américain David Graeber, l'un des 5 grands types de bullshit job (job à la con) est le cocheur de cases, dont la seule ou principale raison d’être est de permettre à une organisation de prétendre faire quelque chose qu’en réalité elle ne fait pas.

Les politiques d'entreprises qui se prévalent de « diversité » sont souvent accusées d'hypocrisie, que ce soit en tant qu'outil des RH, ou plus globalement au niveau de l'ensemble de l'organisation. Par exemple, en 2020, France Culture rapporte que sept entreprises sont soupçonnées de discriminations à l'embauche à la suite de testings, alors que chacune vante ses initiatives d'inclusion sur leur site Internet.
En 2016, la Harvard Business Review publie une étude prouvant que les initiatives D&I échouent la plupart du temps. Pour Hagel Jamer, professeur à l'EDHEC, « l'argent est très mal dépensé dans des politiques et des gros affichages qui ne tiennent pas leurs promesses » ; pour certaines entreprises, « la politique de diversité consiste en un peu d’affichage et de bla-bla mais sans qu'il se passe pas grand-chose ; d’autres mettent en place des process RH uniquement pour être en conformité avec la loi ; d’autres encore intègrent la diversité mais dans un objectif marketing pour répondre aux attentes du marché. » Un rapport de l'Institut Montaigne de 2014 souligne que les politiques Diversité « parfois uniquement considérées sous l’angle de la communication, [...] peuvent paraître bien peu efficaces au regard de la permanence sur le marché de l’emploi de discriminations fortes. »
Un article de 2020 de The Australian critique la création de postes de Manager Diversité & Inclusion comme des bullshit jobs.
De plus, le caractère opportuniste de la démarche a pu être reproché, par exemple, en cas de création de postes de "responsable de Diversité et Inclusion" dans des entreprises soucieuses de redorer leur image, entachée de controverses comme c'est le cas par exemple d'Uber aux États-Unis, ou à la suite de propos jugés homophobes de la direction de Barilla en Italie, ou encore à la suite d'accusations de harcèlement dans l'entreprise française Ubisoft.
Enfin, pour Welcome to the Jungle ou encore la Harvard Business Review, toute la communication autour des « valeurs » et pratiques prétendument éthiques et progressistes affichées par certaines entreprises ne fait pas beaucoup illusion, que ce soit pour leurs propres employés ou pour les candidats lors des processus de recrutement,.
Ainsi, les politiques de Diversité et Inclusion sont souvent considérées comme une simple stratégie de relations publiques, voire de la « poudre aux yeux ».